# Trouvé Tricycle
|  | Maskinoversættelse og/eller tvivlsomt indhold Denne sides indhold bærer præg af at være en maskinoversættelse og/eller meget dårligt og uklart formuleret. Det vurderes at sproget er så dårligt og eventuelt forkert eller til at misforstå, at det bør omskrives eller oversættes på ny. Du kan hjælpe med at oversætte til korrekt dansk i denne og lignende artikler. Hvis dette ikke sker inden for kort tid, kan en sletning komme på tale. Se evt. denne sides diskussionsside eller i artikelhistorikken. |

Trouvé Tricycle 
er det første "officielt" anerkendte elektriske køretøj. Den blev bygget af Gustave Trouvé i Paris i 1881. Elektriske køretøjer bygget før 1881 havde ikke et genopladeligt batteri. På rue Vivienne 14, 2. arrondissement i Paris
opfinderen Gustave Trouvé indrettede også sit værksted, sin butik og sit hjem i midten af det 19. århundrede. Før det var det den historiske adresse for Chocolat Perron-chokoladefabrikken for dens hovedkvarter, før den flyttede til Pantin.

## Baggrund
Trouvé blev født i den lille by La Haye-Descartes i 1839 som søn af en velhavende kvæghandler. Da den 20-årige Trouvé slog sig ned i Paris i 1859, stiftede han bekendtskab med 
Forfatter Jules Verne (1828-1905) og viscount Gustave de Ponton d'Amécourt (1825-1888).
I løbet af sit liv indgav Trouvé mere end 300 patenter .
Gustave Trouvé brugte en trehjulet cykel fra England fra grevskabet Coventry som base.
Starleys trehjulede cykel, der vejede omkring 55 kg, var stadig designet som en Lever trehjulet cykel .
Disse cykler blev stadig drevet af en gyngende bevægelse på pedalerne. Senere modeller var udstyret med pedaler med en roterende bevægelse, som blev foretrukket af kunderne. En model af "Coventry Rotary" blev bygget af Alexandra af Danmark, hustru til kong Edward VII. bruges regelmæssigt.
Efter ægteskabet i 1863 og efter at Edward blev konge i 1901, blev prinsessen af Wales dronning Alexandra af Storbritannien.
I 1890'erne ejede den en trehjulet cykel specielt bygget med pneumatiske dæk, længe efter at typen allerede var forældet.
Mens den originale "Coventry Rotary", ligesom "Coventry Lever", havde en lige vandret hovedrammestang som Trouvé Tricycle, blev hovedrammestangen i den senere Rudge-version bøjet ned i enderne for at rumme hjul med mindre diameter. Dette hjalp med at reducere den samlede bredde med flere centimeter, så den trehjulede cykel kunne passe gennem en dør i standardbredde.
Allerede i 1855 leverede Søren Hjorth den grundlæggende konstruktion til dynamoen. 12 år senere perfektionerede Werner von Siemens generatoren og elmotoren og tjente som grundlag for drivmotoren på Trouvé trehjulet cykel. Trouvé eksperimenterede med motorer, der lignede Siemens-motorer, men mindre. Motoren vejede ca. 5 kg og havde en effekt på 70 watt.
Det store venstre hjul blev drevet af en krogkæde i henhold til Vaucanson-designet. Tophastigheden var 12 km/t. De første køreprøver blev lavet med to små motorer. Den trehjulede cykel, der blev styret af en ven, havde en samlet vægt på 160 kg.
Selve cyklen vejede 55 kg. Batteriet, motoren og passageren leverede den resterende andel.
Han navngav trykkraften med en effektiv kraft på 7 kg. I dette stjernebillede kørte han langs Rue de Valois i Paris i omkring 1,5 time. Senere blev køretøjet ombygget til kun én motor. Dette havde en effektiv kraft på 10 kg. Han håbede at opnå hastigheder på over 20 km/t. Han havde brugt de første battericeller fra sin opfindelse af polyskopet, en slags forløber for nutidens endoskoper.
Styringen foregik via de to mindre højre hjul, hvor begge drejede i modsatte retninger. Det store hjul dannede omdrejningspunktet.
Et 12 V blybatteri blev monteret bag føreren. På håndtaget på bremsegrebet, til venstre i førerhåndsområdet, var der en kontakt, der tændte for motoren. Batteriet var af typen Gaston Planté. Fysikeren havde adskilt spiralformede blyplader fra hinanden ved hjælp af gummi og placeret dem i krukker fyldt med syre med andre elementer som teaktræ og bitumen. Efter flere opladninger og afladninger dannedes anoden og katoden, og batteriet var klar til brug. Et originalt batteri er udstillet på Science Museum (London).
Det andet elektriske køretøj, der nogensinde er bygget i verden, kom fra to engelske professorer.  William Edward Ayrton og John Perry kørte langs Queen Victoria Street i London i oktober 1882.

## Galleri
- 1876 Smith & Starley Coventry Lever Tricycle
- Starley Coventry Lever Tricycle 1876
- Vaucanson Drivkæde
- GustaveTrouvé
- Underskrift af GustaveTrouvé
- Konstruktion af en af flere celler med spiralvikling af fysiker Gaston Planté, som blev brugt i verdens første elbil.